# Massa e Cozzile
Massa e Cozzile là một đô thị ở tỉnh Pistoia trong vùng Toscana, có vị trí cách khoảng 45 km về phía tây bắc của Florence và khoảng 14 km về phía tây của Pistoia. Tại thời điểm 31 tháng 12 năm 2004, đô thị này có dân số 7.502 và diện tích 16,0 km².
Đô thị Massa e Cozzile có các frazioni (các đơn vị cấp dưới, chủ yếu là các làng) Croci, Cozzile, Margine Coperta, Massa, Traversagna, and Vangile.
Massa e Cozzile giáp các đô thị: Buggiano, Marliana, Montecatini-Terme, Pescia.